# Gnoma uniformis
Gnoma uniformis es una especie de escarabajo longicornio del género Gnoma, tribu Gnomini, subfamilia Lamiinae. Fue descrita científicamente por Dillon & Dillon en 1951.

## Descripción
Mide 18,5-24,5 milímetros de longitud.

## Distribución
Se distribuye por Papúa Nueva Guinea.